# 約束の丘
『約束の丘』（やくそくのおか）は、福山雅治6枚目のシングル。1992年10月28日に発売。発売元はBMGビクター（現・Ariola Japan）。

## 解説
前作「Good night」からおよそ5ヶ月ぶりとなるシングル。
バラード曲「Good night」がスマッシュヒットしたことを受けて、改めて“自己確認のための1曲”として制作した。

## 収録曲
全作詞・作曲：福山雅治
1. 約束の丘
（編曲：星勝）
タイトルである“約束の丘”とは、福山の故郷長崎市の稲佐山がモデルとされている。[2]
締め切りに追われる中、当時住んでいた川崎市のアパートで窓を開けて過ごしている時に、吹いてきた風に合わせてギターを弾きながら作ったという。
2000年と2009年に長崎市稲佐山公園野外ステージ開催された地元凱旋ライブでは、オープニング曲として演奏された。基本的にライブではアコースティック・ギターを弾いて歌う事が多いが、2012年に横浜スタジアムで開催されたライブではエレクトリック・ギターを弾いて演奏された。2015年の地元凱旋ライブではオープニング曲ではないが、オープニングMCのあとに演奏された。
2. ふたつの鼓動
（編曲：森英治）
福山にとって思い入れが深い曲である。当時、多忙のために曲をレコーディングする前にディスクジャケットを撮影しなければならず、先にタイトルから決めた曲。タイトルを変えられない条件の中で制作されたので、思い出に残る1曲となっているという[1]。
3. 約束の丘 (Original Karaoke)

## ミュージシャン
| 約束の丘 - Drum:MASASHI MINATO - Bass:CHIHARU MIKUZUKI - Electric Guitar:SUSUMU OSADA - Acoustic Guitar:MASAHARU FUKUYAMA - Keyboards:YOSHINOBU KOJIMA - Percussions:PECKER - Computer & Synthesizer Programming:TAKASHI FURUKAWA | ふたつの鼓動 - Drums:MICHIO KAWANO - Bass:JUNJI AZUMA - Electric Guitar:SUSUMU OSADA - Acoustic Guitar:MAKOTO KATAYAMA - Keyboards:HIDEHARU MORI - Strings:SHINOZAKI STRINGS - Computer & Synthesizer Programming:MIKIO MOGAMI |

## タイアップ
約束の丘
- TBS系『テレビ近未来研究所』エンディングテーマ。
- アサヒスーパードライ「うまい！を明日へ！」プロジェクト篇 CMソング（吹奏楽によるインストゥルメンタル）。

## 収録アルバム
| 約束の丘 - BOOTS - M-COLLECTION 風をさがしてる - MAGNUM COLLECTION 1999 "Dear" - THE BEST BANG!! | ふたつの鼓動 - BOOTS - M-COLLECTION 風をさがしてる |